# Gustave Combe

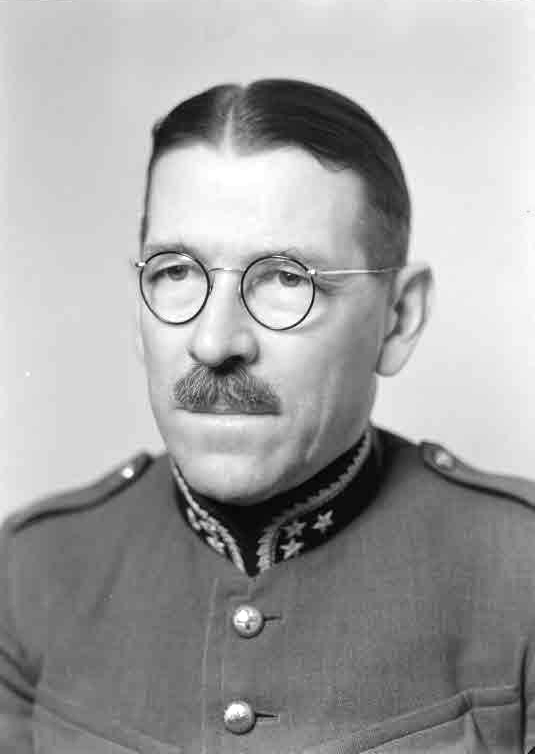
Gustave Combe (1934)

Gustave Combe (* 27. Mai 1882 in Orbe; † 30. August 1957 ebenda) war ein Schweizer Offizier (Oberstdivisionär).

## Leben
Gustave Combe absolvierte die Schule in Basel und ein Praktikum in einem Handelsunternehmen. Im Jahr 1907 wurde er Instruktionsoffizier der Infanterie, 1915 wurde er Generalstabsoffizier. Von 1921 bis 1934 war er Chef der Untergruppe Nachrichtendienst der Schweizer Armee.
Als Truppenoffizier führte er ab 1922 das Infanterieregiment 3, ab 1930 die Gebirgsinfanteriebrigade 3 und von 1935 bis 1940 die 1. Division. Von 1941 bis 1948 war er stellvertretender Generalstabschef. 